# Xaniona internalis
Xaniona internalis är en insektsart som först beskrevs av Matsumura 1932.  Xaniona internalis ingår i släktet Xaniona och familjen dvärgstritar. Inga underarter finns listade i Catalogue of Life.